# Min-chang
Městský obvod Min-chang (čínsky v českém přepisu Min-chang čchü, pchin-jinem Mǐnháng Qū, znaky zjednodušené 闵行区, tradiční 閔行區) je jeden z městských obvodů v Šanghaji, jednom z největších měst Čínské lidové republiky. Má rozlohu přibližně 371 čtverečních kilometrů a k roku 2010 měl oficiálně přibližně 2,5 miliónu obyvatel.

## Poloha

Min-chang na plánku správního členění Šanghaje

Polohou je Min-chang ve středu dnešní Šang-haje, jejíž faktické centrum leží v severní části města. Hraničí na východě s Pchu-tungem, na jihu s Feng-sienem, na západě se Sung-ťiangem a Čching-pchu a na severu s Čchang-ningem, Sü-chuejem a Ťia-tingem.

## Dějiny
Městský obvodem je Min-chang od roku 1992 (předtím se jednalo o okres).

## Kultura
V Min-changu je nový a největší kampus Šanghajské dopravní univerzity, jedné z nejvýznamnějších čínských univerzit, a také větší a novější kampus Východočínské pedagogické univerzity.